# Natalie du Toit
Natalie du Toit (ur. 29 stycznia 1984 w Kapsztadzie) – południowoafrykańska pływaczka, olimpijka i paraolimpijka.

## Sukcesy
Natalie du Toit uczestniczyła w igrzyskach paraolimpijskich 2004, 2008 i igrzyskach olimpijskich 2012. Była chorążym Republiki Południowej Afryki podczas ceremonii otwarcia igrzysk olimpijskich w Pekinie.
Zaczęła pływać w reprezentacji w wieku 14 lat. W lutym 2001 amputowano jej lewą nogę w kolanie, co było następstwem wypadku drogowego – została potrącona przez samochód podczas jazdy skuterem do szkoły po treningu pływackim. Miała wtedy 17 lat. Trzy miesiące później, zanim znów zaczęła chodzić, wróciła ponownie do pływania z zamiarem wzięcia udziału w Igrzyskach Wspólnoty Narodów w 2002 roku. Du Toit pływa bez pomocy protezy kończyny.

## Dorobek medalowy
Igrzyska paraolimpijskie
Ateny 2004
Złote
- 50 m stylem dowolnym S9
- 100 m stylem dowolnym S9
- 400 m stylem dowolnym S9
- 100 m stylem motylkowym S9
- 200 m stylem zmiennym SM9

Srebrne
- 100 m stylem grzbietowym S9

Londyn 2012
Złote
- 100 m stylem motylkowym S9
- 400 m stylem dowolnym S9
- 200 m stylem zmiennym SM9

Srebrne
- 100 m stylem dowolnym S9